# Eleazar de Carvalho
Eleazar de Carvalho (Iguatu, 28 juni 1912 - São Paulo, 12 september 1996) was een Braziliaans componist en dirigent. Zijn ouders waren Manuel Alfonso de Carvalho en Dalila Mendonça.
De Carvalho was een leerling van Serge Koussevitsky. Zelf heeft hij lesgegeven aan diverse conservatoria. Zijn laatste aanstelling als professor had hij vanaf 1987 aan de Yale School of Music was aan de Yale-universiteit, waar hij in 1994 met emeritaat ging. Hij was zijn leven lang een drijvende kracht achter de ontwikkeling van muziek- en ander artistiek onderwijs in Brazilië. Het Braziliaanse Fundação Educacional, Cultural e Artística Eleazar de Carvalho is daarom naar hem vernoemd.
De Carvalho dirigeerde veel opera's en was goed thuis in de muziek van de Tweede Weense School. Als zodanig heeft hij veel beroemde orkesten in Europa, Zuid-Amerika en de Verenigde Staten gedirigeerd, onder meer het St. Louis Symphony Orchestra en het São Paulo Symphony Orchestra.  Hij bezocht Europa en was actief in Antwerpen, Brussel en Berlijn.